# Getinge socken
Getinge socken i Halland ingick i Halmstads härad, ingår sedan 1974 i Halmstads kommun i Hallands län och motsvarar från 2016 Getinge distrikt.
Socknens areal är 44,10 kvadratkilometer, varav 43,50 land. År 2000 fanns här 2 137 invånare. Tätorten Getinge med sockenkyrkan Getinge kyrka ligger i socknen. 

## Administrativ historik
Getinge socken har medeltida ursprung.
Vid kommunreformen 1862 övergick socknens ansvar för de kyrkliga frågorna till Getinge församling och för de borgerliga frågorna till Getinge landskommun.  Landskommunen utökades 1952 innan den 1974 uppgick i Halmstads kommun.  Församlingen uppgick 2008 i Getinge-Rävinge församling.
1 januari 2016 inrättades distriktet Getinge, med samma omfattning som församlingen hade 1999/2000. 
Socknen har tillhört fögderier och domsagor enligt Halmstads härad. De indelta båtsmännen tillhörde Södra Hallands första båtsmanskompani.
Vid en brand i Getinge prästgård 1868 förstördes pastoratets arkiv och därmed kyrkböcker för släktforskning.

## Geografi och natur
Getinge socken ligger kring Suseån. Slättlandskapet i Getinge ligger på mellan 20 och 35 meters höjd över havet. I nordost ligger Getinge berg där större delen ligger på över 100 meters höjd och den högsta punkten når minst 167 meter. På Getinge berg finns flera mindre dalar och sänkor samt en del sjöar. Den största av sjöarna är Nedre Vallsjön med en yta på närmare sju hektar. Andra höjder är Aggared (106 meter) och Margreteberg (125 meter). De östra delarna är skogsbygd och relativt kuperade, medan de västra är med uppodlade och släta. Berggrunden är i huvudsak järngnejs med en del diorit. På slätten dominerar lerjorden upp till omkring 30-35 meters höjd över havet, därovan dominerar sand, grus och ibland även torv.
Det finns två kommunala naturreservat i socknen: Hålldammsknattarna som delas med Kvibille socken i Halmstads kommun och Suseån som delas med Slöinge och Asige socknar i Falkenbergs kommun.
Sätesgårdar var Fröllinge slott och Mostorps herrgård.

## Fornlämningar
Från  bronsåldern finns gravrösen och från järnåldern finns gravar, stensättningar och resta stenar. En runristning finns vid kyrkan.

## Namnet
Namnet (1298 Getynge) kommer från kyrkbyn. Efterleden är inge, 'inbyggare'. Förleden get.

## Befolkningsutveckling
| Befolkningsutvecklingen i Getinge socken 1810–1990                                                      | Befolkningsutvecklingen i Getinge socken 1810–1990 | Befolkningsutvecklingen i Getinge socken 1810–1990 | Befolkningsutvecklingen i Getinge socken 1810–1990 | Befolkningsutvecklingen i Getinge socken 1810–1990 |
| --- | -------------------------------------------------- | -------------------------------------------------- | -------------------------------------------------- | -------------------------------------------------- |
| |                                                    |                                                    |                                                    |                                                    |
| År |                                                    |                                                    | Folkmängd                                          |                                                    |
| 1810 | 1810                                               |                                                    | 638                                                |                                                    |
| 1820 | 1820                                               |                                                    | 672                                                |                                                    |
| 1830 | 1830                                               |                                                    | 632                                                |                                                    |
| 1840 | 1840                                               |                                                    | 692                                                |                                                    |
| 1850 | 1850                                               |                                                    | 808                                                |                                                    |
| 1860 | 1860                                               |                                                    | 976                                                |                                                    |
| 1870 | 1870                                               |                                                    | 984                                                |                                                    |
| 1880 | 1880                                               |                                                    | 1 134                                              |                                                    |
| 1890 | 1890                                               |                                                    | 1 031                                              |                                                    |
| 1900 | 1900                                               |                                                    | 1 280                                              |                                                    |
| 1910 | 1910                                               |                                                    | 1 341                                              |                                                    |
| 1920 | 1920                                               |                                                    | 1 441                                              |                                                    |
| 1930 | 1930                                               |                                                    | 1 376                                              |                                                    |
| 1940 | 1940                                               |                                                    | 1 370                                              |                                                    |
| 1950 | 1950                                               |                                                    | 1 573                                              |                                                    |
| 1960 | 1960                                               |                                                    | 1 775                                              |                                                    |
| 1970 | 1970                                               |                                                    | 1 921                                              |                                                    |
| 1980 | 1980                                               |                                                    | 2 271                                              |                                                    |
| 1990 | 1990                                               |                                                    | 2 167                                              |                                                    |
| Anm: Källor: Umeå universitet - Tabellverket 1749-1859, Demografiska databasen, CEDAR, Umeå universitet |                                                    |                                                    |                                                    |                                                    |